# محطة ستراسكيرشن الشمسية
محطة ستراسكيرشن الشمسية  (بالإنجليزية: Strasskirchen Solar Park)‏ هي أكبر محطة كهربائية في العالم تنتج الكهرباء عن طريق الطاقة الشمسية وذلك باستخداه الألواح الكهرضوئية . تبلغ قدرة المحطة 54 ميجا وات وهي بالقرب من مدينة ستراسكيرشن بألمانيا.
بنيت المحطة على قطعة ارض مستوية بالقرب من مجينة ستراسكيرشن، وهي ليست من الأنواع الصغيرة لتوليد الكهرباء بطريقة الخلية الشمسية والتي تستغل ظاهرة ما يسمى جهد كهرضوئي، تلك الأنواع الصغيرة التي تنشا على المباني والأسطح. وتحوي مساحة الحقل نظام مثبت على الأرض يقوم بتوجيه الوحدات الكهرضوئية بزاوية معينة بحيث تسقط أشعة الشمس عليها رأسيا.
وبجانب ذلك النظام من الوحدات الكهرضوئية توجد وحدة تقوم بضبط زاوية الألواح في اتجاه الشمس أثناء النهار.
بالنسبة إلى توليد الطاقة الكهربائية في ألمانيا بواسطة الطاقة الشمسية فيتكون معظمها من وحدات صغيرة مبنية على البيوت وتقوم بإمداد البيت بجزء من الطاقة الكهربائية. أما المحطات الكبيرة مثل محطة ستراسكيرشن وغيرها فهي تمثل بين 10 - 15 % من الطاقة المولدة من الطاقة الشمسية.
.
أما ال 85% من الطاقة المنتجة بواسطة الكهرضوئيات فهي مشيدة على أسطح البيوت. وفي مقاطعة بادن-ورتنبرج على سبيل المثال تبين الإحصاءات أنه توجد محطات على مساحات كبيرة في المقاطعة تشغل نحو 1800 هكتار لها قدرة إنتاجية تبلغ 486 ميجا وات من الكهرباء.

## اقرأ أيضا
- كهرضوئيات
- برج الطاقة الشمسية PS10
- خلية شمسية
- خلية ضوئية جهدية متعددة الوصلات
- ظاهرة كهروضوئية
- لوح ضوئي
- لوح ضوئي جهدي
- مصفوف ضوئي جهدي
- تأثير ضوء جهدي
- خلية ضوئية جهدية
- محطة أوميديلا للطاقة الشمسية
- محطة مورا للطاقة الشمسية